# Immacolata Concezione (Carlo Crivelli)
L'Immacolata Concezione è un dipinto a tempera e oro su tavola (194,3x93,3 cm) di Carlo Crivelli, datato 1492 e conservato nella National Gallery di Londra. È firmato sul gradino KAROLI CHRIVELLI VENETI MILITIS PINSIT 1492.

## Storia
La pala dovrebbe provenire dalla chiesa di San Francesco di Pergola, cittadina a nord di Fabriano, sebbene Davies, sulla base di una citazione di Amico Ricci, la ipotizza già nel Tempio Malatestiano di Rimini, altra chiesa francescana.
L'opera fu acquistata dal museo londinese nel 1874.

## Descrizione e stile
Il tema della pala è reso chiaro dall'iscrizione che due angeli reggono con un cartiglio, mentre poggiano una corona sulla testa di Maria: "Ut in/mente dei ab/initio concepta fui ita et facta sum" ("Concepita, dall'inizio, nella mente di Dio e fatta umana", quindi non nata dal "labore" umano. Si tratta di una presa di parte nella celebre disputa sull'Immacolata Concezione tra Francescani e Domenicani in favore delle posizioni dei primi. I Francescani infatti sostenevano l'origine divina di Maria concepita senza peccato originale.  A tali tesi rispondevano i Domenicani, tra sui Tommaso d'Aquino, Alberto Magno e Bernardo di Chiaravalle, sostenendo invece la natura umana di Maria che rendeva più naturale e assoluta la necessità di Redenzione con l'invio di Cristo. Argomento oggetto di forti scontri, nel tardo Quattrocento aveva reso necessario l'emissione di una bolla papale (1483) che vietasse alle due parti di lanciarsi accuse reciproche di eresia. L'opinione che Maria avesse un'origine senza peccato aveva sempre avuto però un particolare sostegno anche popolare e si ritrova in numerose opere d'arte dal tardo medioevo in poi. Dopo che fu fatta propria dai Gesuiti, la questione dell'Immacolata Concezione, ormai oggetto di devozione molto diffusa, divenne infine dogma nel 1854, con la bolla Ineffabilis Deus di Pio IX.
Dal punto di vista iconografico il tema dell'Immacolata era stato spesso trattato in maniera indiretta, ad esempio rappresentando il miracoloso concepimento di sant'Anna nel semplice incontro col marito alla Porta Aurea di Gerusalemme. Il primato della rappresentazione di Maria immacolata è forse proprio del Crivelli, se si escludono alcune incisioni dall'area tedesca.
L'artista rappresentà quindi la Madonna a figura intera, entro una nicchia marmorea e poggiante i piedi su un broccato rosa che le pende dietro la schiena, isolandone la figura. Il drappo è appeso a una pertica alla quale stanno attaccati anche vari rami con frutti simbolici, che alludono al Peccato originale e alla fertilità di Maria. Altri simboli sono i due vasi di fiori appoggiati sulle transenne ai lati, uno in ceramica contenente rose, il tipico fiore mariano, e uno in vetro trasparente con dei gigli bianchi, simboli di purezza che si trovano anche nelle annunciazioni.
In alto, oltre i due angeli con la corona e il cartiglio (quello di destra ha il volto ridipinto), si affaccia Dio padre che, in un nugolo di serafini, invia la colomba dello Spirito Santo. Sullo sfondo oro, oltre il capo di Maria, si scorgono negli emblemi del sole e della luna, simboleggianti eternità.
Come in altri dipinti dell'artista stupisce la straordinaria profusione di elementi decorativi, a partire dai ricchi tessuti con complicati ornamenti, e la presenza costante dell'oro, dall'astratta luminosità: si tratta di elementi arcaizzanti, ben tipici della produzione tarda dell'artista, così come il riquadro composto dal tessuto e dal cartiglio che incornicia la Vergine e che ricorda la forma di uno scomparto di polittico. Accanto a questi stilemi c'è poi una notevole indagine sull'aspetto veritiero di alcuni dettagli, soprattutto gli oggetti e alcune parti anatomiche, come le mani, sempre espressive in Crivelli. L'effetto è quello di un'opera magicamente sospesa tra due mondi: quello medievale e quello rinascimentale.